# لی کمپ (بازیکن فوتبال)
لی کمپ (انگلیسی: Lee Camp؛ زادهٔ ۲۲ اوت ۱۹۸۴) یک بازیکن فوتبال اهل بریتانیا است. پدر او فوتبالیست بود 